# Bartłomiej Jaszka
Bartłomiej Jaszka, poljski rokometaš, * 16. junij 1983, Ostrów Wielkopolski.
Leta 2008 je na poletnih olimpijskih igrah v Pekingu v sestavi poljske reprezentance osvojil 5. mesto.